# 36 Leonis Minoris
36 Leonis Minoris är en orange stjärna i Lilla lejonets stjärnbild.
36 Leonis Minoris har visuell magnitud +6,41 och är knappt skönjbar för blotta ögat vid mycket god seeing. Den befinner sig på ett avstånd av ungefär 1450 ljusår.